# NGC 5776
NGC 5776 (другие обозначения — MCG 1-38-18, ZWG 48.67, NPM1G +03.0456, PGC 53289) — галактика в созвездии Дева.
Этот объект входит в число перечисленных в оригинальной редакции «Нового общего каталога».